# Genesis Revisited
Genesis Revisited is een studioalbum van Steve Hackett. Hackett speelt op dit album vooral nummers van Genesis uit de periode dat hij deel uitmaakte van de band. Een groot aantal beroemde musici uit de progressieve rock speelt mee op dit album. Detail is dat zowel Bill Bruford als Chester Thompson Genesis tijdens concerten ondersteunden nadat Phil Collins de zangpartijen overnam van Peter Gabriel.
Waiting room only is geïnspireerd door The waiting room van het album The Lamb Lies Down on Broadway. Deja vu is een track die origineel bestemd was voor het album Selling England by the Pound maar in de la belandde. Valley of the kings is een geheel nieuwe track en dus niet van Genesis. Voor de titels waarbij een orkest nodig was, werd het Royal Philharmonic Orchestra ingeschakeld.
De platenhoes is van Kim Poor. Het album is opgenomen verspreid over een aantal geluidsstudios waaronder ook The Farm, de toenmalige studio van Genesis (1995).
Het album kreeg in 2013 een vervolg: Genesis revisited II.

## Muziek
Onderstaande een beschrijving van de Japanse persing van dit album dat in september 1996 verscheen. De Europese en Amerikaanse persing hebben een andere trackvolgorde en de track Los endos in plaats van Riding the Colossus. Sommige persingen krijgen de titel Watcher of the Skies: Genesis Revisited.
| track | compositie                            | wie speelt |
| ----- | ------------------------------------- | --- |
| 1     | Watcher of the skies                  | John Wetton – zang Steve Hackett – gitaar Tony Levin – basgitaar Julian Colbeck – toetsinstrumenten Bill Bruford – slagwerk                                    |
| 2     | Your own special way                  | Paul Carrack – zang Steve Hackett – gitaar Aron Friedman – toetsinstrumenten Richard MacPhail, Jeanne Downs, Richard Wayler – achtergrondzang                  |
| 3     | Dance on a volcano                    | Steve Hackett – zang, gitaar Alphonso Johnson – basgitaar Julian Colbeck – toetsinstrumenten Chester Thompson – slagwerk Will Bates – saxofoon                 |
| 4     | Valley of the kings                   | Steve Hackett – gitaar Nick Magnus – toetsinstrumenten Jerry Peal – toetsinstrumenten, programmeren Hugo Degenhardt – slagwerk                                 |
| 5     | Deja vu                               | Paul Carrack – zang Steve Hackett – gitaar Pino Palladino – basgitaar Roger King – toetsinstrumenten Hugo Degenhardt – slagwerk Sanchez Montoya Chorale – koor |
| 6     | Riding the Colossus                   | Steve Hackett – gitaar Doug Sinclair – basgitaar Julian Colbeck – toetsinstrumenten Hugo Degenhardt – slagwerk                                                 |
| 7     | For absent friends                    | Colin Blunstone – zang Steve Hackett, Aron Friedman, Ben Fenner – orkestratie                                                                                  |
| 8     | Fountain of Salmacis                  | Steve Hackett – zang, gitaar Alphonso Johnson – basgitaar Julian Colbeck – toetsinstrumenten Chester Thompson – slagwerk John Hackett – dwarsfluit             |
| 9     | Waiting room only                     | Steve Hackett – gitaar, mondharmonica Roger King – toetsinstrumenten, programmeren Hugo Degenhardt – slagwerk Sanchez Montoya Choral – koor                    |
| 10    | I know what I like (in your wardrobe) | Steve Hackett – zang, gitaar Aron Friedman – piano ”Tarquin Bombast” – slagwerk Will Bates – saxofoon Roger King – vibrafoon                                   |
| 11    | Firth of Fifth                        | John Wetton – zang, basgitaar Steve Hackett – gitaar Ben Fenner – toetsinstrumenten Bill Bruford – slagwerk                                                    |